# Codex Gigas

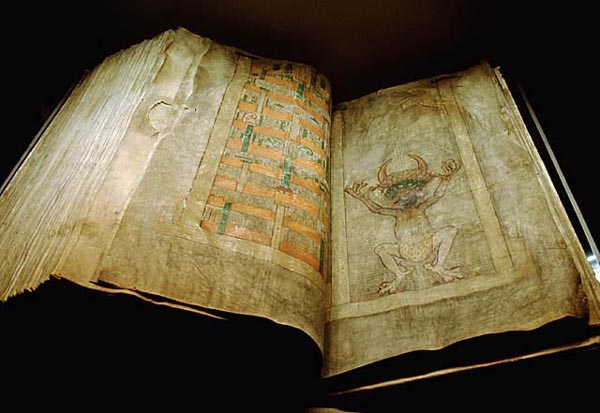
Codex Gigas: la apertura con el retrato del Diablo.

El Codex Gigas, también conocido como Códice Gigas o la biblia del diablo, es un antiguo manuscrito medieval en pergamino creado a principios del siglo xiii y escrito en latín presuntamente por el monje Germán el Recluso del monasterio de Podlažice (en Chrudim, centro de la actual República Checa). Fue considerado en su época como la «octava maravilla del mundo» debido a su impresionante tamaño (92 × 50,5 × 22 cm, el manuscrito medieval más grande conocido), su grosor de 624 páginas y su peso de 75 kg. Está iluminado con tintas roja, azul, amarilla, verde y oro, tanto en mayúsculas capitales como en otras páginas, en las que la miniatura puede ocupar la página completa. Se encuentra en un excelente estado de conservación.
Este manuscrito ha pasado a través de cientos de personas, desde los dueños del monasterio hasta llegar a su actual localización en Estocolmo, Suecia. A lo largo de los siglos, el Codex, fue portador de una supuesta maldición que lo llevó a cambiar de «residencia» durante mucho tiempo hasta ser recogido por los invasores al gobierno de Rodolfo II, invasores que provenían de Suecia, y que entregaron el presente a su reina Cristina.

## Contenido
El Codex contiene la Biblia (la versión de la Vulgata, excepto los Hechos de los Apóstoles y el Apocalipsis, que provienen de una versión anterior), el texto completo de la Chronica Boemorum (Crónica checa) de Cosmas de Praga, curas medicinales, encantamientos mágicos, dos trabajos del historiador judío Flavio Josefo (las Antigüedades judías y La guerra de los judíos), las Etimologías del arzobispo San Isidoro de Sevilla, varios tratados sobre medicina del médico Constantino el Africano, un calendario, una lista necrológica de personas fallecidas y otros textos.
Tal combinación de textos no existe en ninguna otra parte, calificado por Christopher de Hamel, profesor de la Universidad de Cambridge como «un objeto de lo más peculiar, extraño, fascinante, raro e inexplicable».[cita requerida] Es de un precio incalculable, ha sido robado gran cantidad de veces y fue guardado en secreto por Rodolfo II de Habsburgo emperador del Sacro Imperio Germano.

## Leyenda

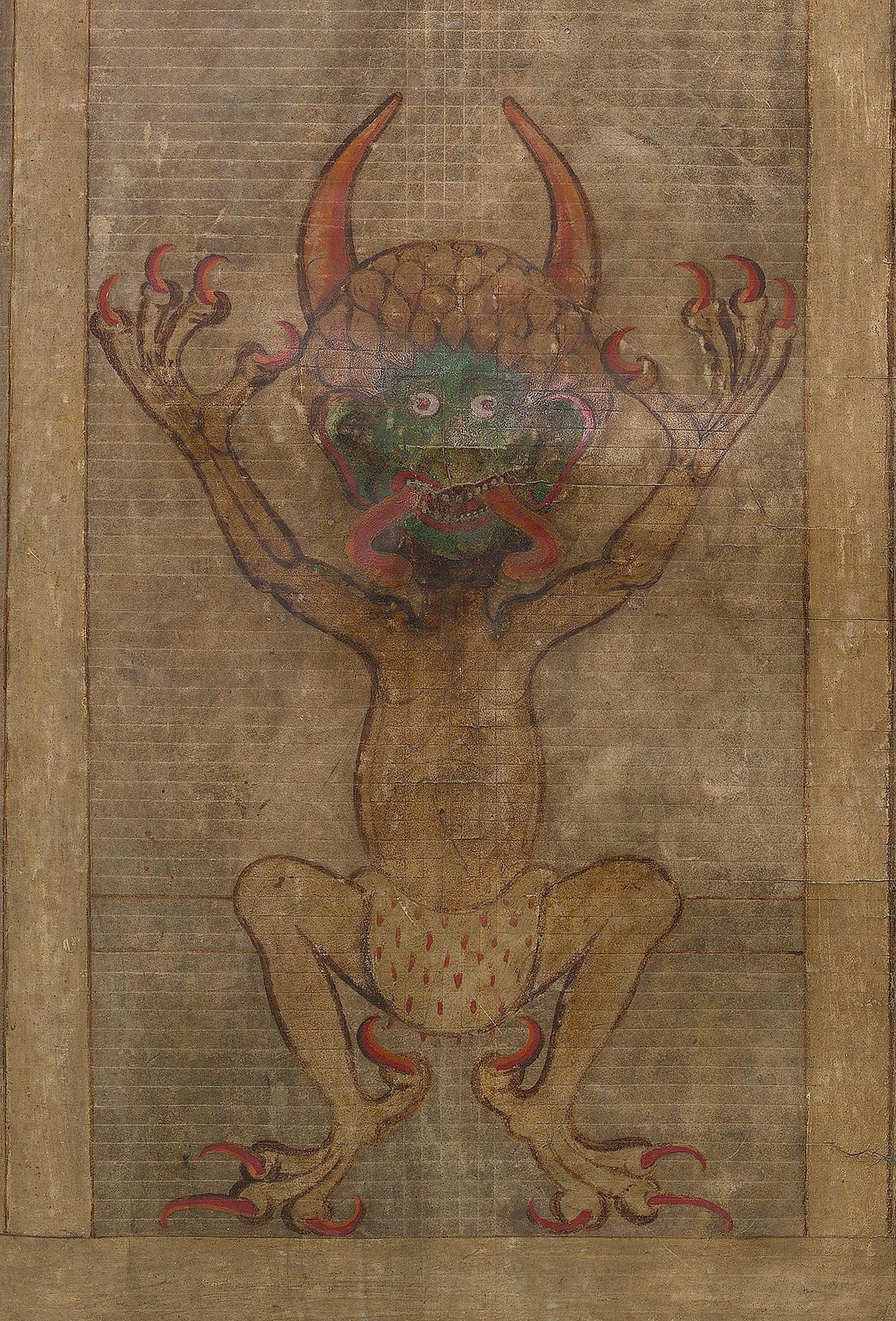
El diablo en una página del Codex.

De acuerdo a una versión de la leyenda de la Edad Media, el autor del Codex Gigas fue un monje benedictino condenado a ser apedreado vivo por incumplir sus votos del monasterio. Para que la pena le fuera condonada, el monje propuso crear una obra monumental que honraría al monasterio, un códice que contendría la Biblia y todo el conocimiento del mundo. El tiempo estipulado por el mismo monje fue de una noche; la tarea del monje era sobrehumana, por lo que se cuenta que solicitó la ayuda del mismo Satanás, el cual aceptó crear el libro en una noche poniendo como condición aparecer su imagen en una de las páginas. Ciertamente, no se trata más que de una leyenda muy posterior a su creación; no obstante, es indudable que fue escrito por un solo hombre.

## Origen
Una nota sobre la primera hoja del Codex Gigas establece a un monasterio benedictino en Bohemia Podlažice, cerca de Chrudim, como primer propietario conocido del manuscrito. Es poco probable que este enorme libro haya sido escrito en Podlažice. El monasterio era demasiado pequeño y demasiado pobre para llevar a cabo tal empresa avanzada, que requiere enormes recursos humanos y materiales. Hasta donde sabemos, ningún otro manuscrito medieval se conserva del monasterio. El nombre del escriba del Codex Gigas no se conoce, pero se ha conjeturado que era el monje Herman, cuyo nombre y apodo inclusus Hermanus monachus ('Herman, monje recluido') aparece el 10 de noviembre en la necrológica. El epíteto inclusus estaba vinculado .,.., con la leyenda del libro, se cree que el monje se auto aisló del mundo por penitencia, y se dedicó a escribir el libro como parte de su castigo, pues entonces transcribir un texto sagrado era considerado una forma de redimirse.

## Historia
- 1204-1230: se cree que el libro fue creado en estas fechas, esto se fundamenta en la inclusión del santo bohemio San Procopio, canonizado en 1204 en el calendario; y en la omisión del rey Otakar I de Bohemia de la necrología, pues murió en 1230.

- 1295: con el monasterio en graves condiciones financieras, los benedictinos de Podlažice, venden el manuscrito a los cistercienses de Sedlec, a instancias del obispo Gregorio de Praga. El manuscrito, incluso entonces, era considerado como una de las maravillas del mundo. No está claro si esta compra se llevó a cabo en 1295, ya que Gregorio fue elegido obispo de Praga sólo en 1296. Es posible que el escriba consignara por error 1295 en lugar de 1296.
- 1500-1594: el Codex perteneció a los llamados «monjes negros», luego de un tiempo estos monjes cayeron en una crisis financiera, tuvieron que vender el Codex a los llamados «monjes blancos» y que de ahí cuando comenzaba una guerra el emperador Rodolfo II de Habsburgo tomó como botín el Codex y lo llevó a su palacio.

- 1594: el emperador Rodolfo II rescató el manuscrito gigante de la oscura celda monacal de Broumov, incorporándolo a sus espléndidas colecciones de objetos raros.

- 1648: al final de la Guerra de los Treinta Años (1618-1648), el Codex Gigas fue tomada como botín de guerra por las tropas del general sueco Hans Christoff von Königsmarck, junto a otros objetos de arte de la célebre Kunstkammer de Prague del emperador Rodolfo II de Habsburgo (1552-1612). Los soldados también se llevaron el Codex Argenteus, compuesto de letras de plata y oro y creado hacia el año 750, y que actualmente se encuentra en Upsala (centro de Suecia).

Desde el siglo XVII, el Codex Gigas salió del territorio sueco en dos ocasiones.
- 1970: el Codex Gigas sale de Suecia para ir al Metropolitan Museum de Nueva York.

- 2007: el 24 de septiembre de 2007, después de 359 años, el Codex Gigas regresó a Praga como préstamo de Suecia hasta enero de 2008 (exhibido en la Biblioteca Nacional Checa), protegido por una tapa de madera, fue expuesto al mismo tiempo que otros documentos relacionados con la Edad Media.[3]

## Publicación
El libro fue hecho en el siglo xiii por un monje del monasterio de Podlažice. Se calcula que fue escrito en aproximadamente treinta años por una única persona. Sin embargo, surgió una leyenda que contaba la escritura del libro por medio de un pacto con el Diablo. Sin embargo, su fecha exacta de publicación, sigue siendo un misterio para los expertos hoy en día. El libro tiene un valor monetario incalculable:

En 1230, en Bohemia, un monje implora por su vida tras ser condenado a muerte, su pecado hizo que una regla sagrada monástica se rompiera, y la cual, hasta nuestros días, es guardada en secreto. Es un benedictino o monje negro, sus capas representan la muerte del mundo terrenal, toman votos de obediciencia, castidad y tienen que soportar castigos físicos, cilicios, ayunos, deprivación de sueño y auto-flagelación, pero los débiles caen en la tentación, vanidad, avaricia, desviación sexual. Los castigos son extremos, reclusión solitaria, inanición, excomunión, o incluso la muerte. Los altos mandos del monasterio elegían si el monje viviría o moría. El monje condenado sería asesinado a la primera hora de la mañana del día siguiente, de una forma brutal, empalado vivo, pero recibe un «mensaje divino», el monje prometió algo imposible, escribir un libro enorme, el más grande de su época, conteniendo en él, la Biblia y toda la sabiduría humana y glorificara, por siempre, a su monasterio. Para probar su penitencia, escribiría este libro en tan sólo una noche. Los altos mandos se mofan de él, pero éste es insistente y acuerdan darle una oportunidad, su edicto es claro, encarar una muerte al amanecer o acabar el libro, página por página escribe hasta que se le estumece la mano. En su hora más oscura, hace un pacto con el diablo, le pide ayuda al arcángel caído, Satanás. La leyenda dice que éste responde a la llamada del monje, así como los evangelios fueron guiados por la mano de Dios, el Codex Gigas fue guiado por la mano del Diablo.

## Tras la publicación

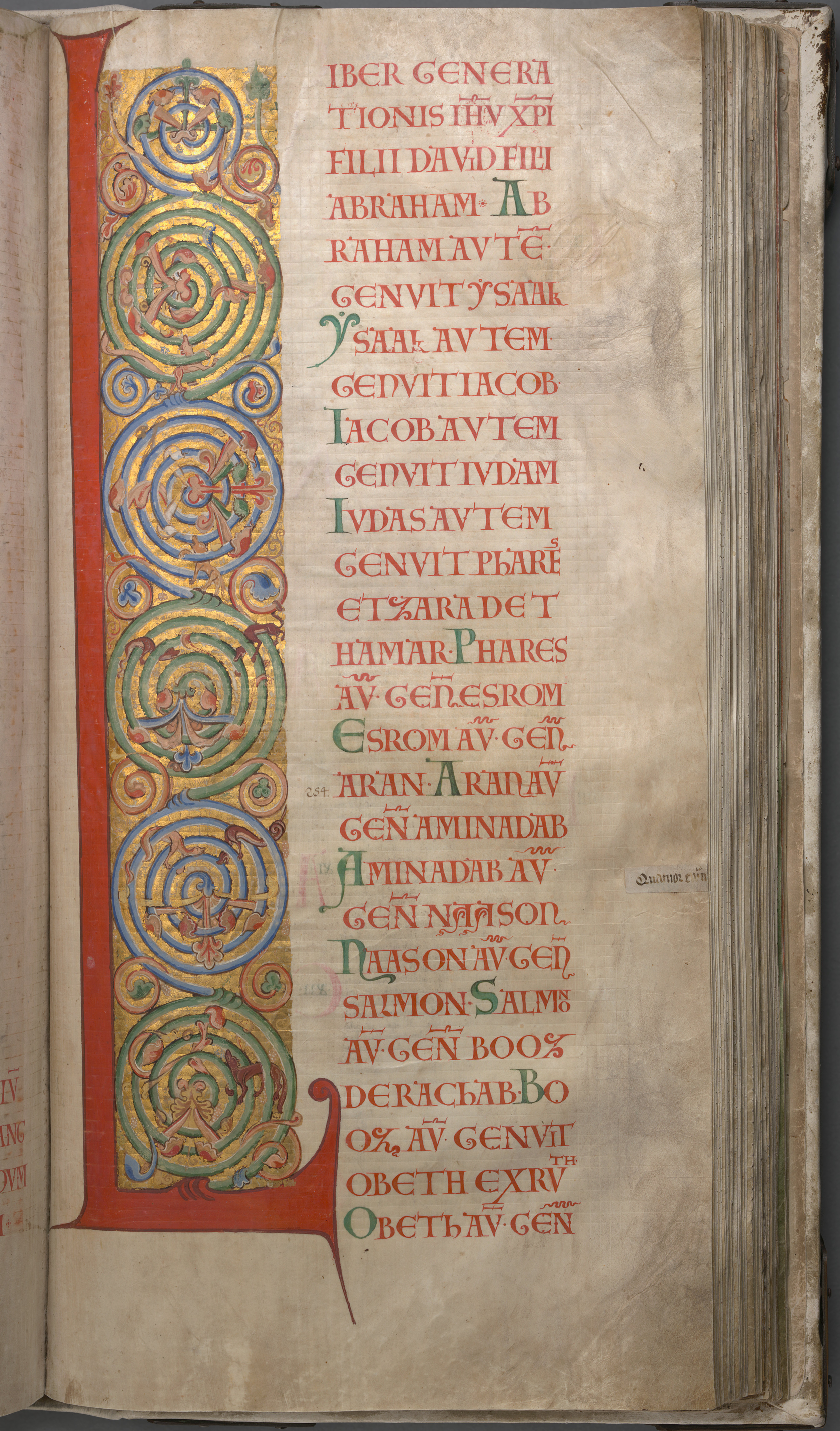
Comienzo del Evangelio de Mateo en el Codex.

Luego de que el libro se escribiese, aquellos que poseyeran el libro, eran «perseguidos» por una maldición que los acompañaba de desastres inminentes.

### En Bohemia
Varias décadas han transcurrido desde que la leyenda contó que un monje vendió su alma al Diablo para escribir un texto inmenso. Su libro adquirió una fama importante, pero el monasterio que lo poseía cayó en bancarrota, para evitar la quiebra, el abad acuerda vender el Codex a otra orden monástica. Ser el dueño de tal libro, en aquellos tiempos, supuestamente, traía estatus, honor y prestigio. Irónicamente, el Codex pasa de las manos de los monjes negros benedictinos a una secta de monjes denominados monjes blancos. El Codex Gigas realizó su viaje a su nuevo lugar, un monasterio a las afueras de Praga. Los monjes blancos ponen el famoso Codex en un lugar de honor, cerca de un cementerio consagrada con tierra del Gólgota, el cerro de crucifixión de Jesucristo. Desafortunadamente, la tragedia ataca, y los dueños del Codex cae en bancarrota. Un poderoso obispo ordena a los monjes blancos que devuelvan el Codex a su hogar original. Poco después, el claustro es azotado por una fuerte epidemia; la peste bubónica. La «muerte negra» hace trizas a la región y mata a miles. El cementerio desborda de muerte y para el final de la pandemia más de 30 000 cadáveres hacen del lugar una catacumba. Hoy en día, el monasterio se ha convertido en un museo de cráneos: la capilla de los huesos.

### En Austria
En 1561, el príncipe heredero a la corona, Rodolfo II, espera el horóscopo del renombrado astrólogo Nostradamus. El famoso adivino francés elabora un complicado diagrama. En él, predice la muerte del padre de Rodolfo y el ascenso del joven príncipe al trono para convertirse en el Señor del Sacro Imperio Romano. Cuando Rodolfo recibe el horóscopo, las predicciones inician su obsesión de vida hacia lo oculto. Rodolfo codicia el Codex. El monarca se congracia con la abadía benedictina dueña del libro; les concede honores y favores. La estrategia funciona y los monjes negros le entregan el Codex como un obsequio.
Al obtener la Biblia, el monarca queda cautivado por su tamaño y su contenido. Contrata a expertos para que le traduzcan pasajes y se envuelve en las extrañas páginas del libro; e incluso, del famoso retrato del Diablo. Rodolfo se queda con el Codex, «una gran adquisición para un gran monarca». Sin embargo, la «maldición» le pega a Rodolfo. Propenso a la melancolía desde pequeño, el emperador se vuelve asocial, errático y paranoico. A causa de esto, el gobierno de Rodolfo se vuelve un desastre. Inadecuado para gobernar, Rodolfo pierde a sus seguidores, su propia familia lo despoja del trono. El emperador muere sin poder y sin casarse, de igual manera, sin un heredero que limpie su nombre. El reino de Rodolfo cae en mano de los suecos, estos confiscan su más preciado objeto; el Codex Gigas.

### En Suecia

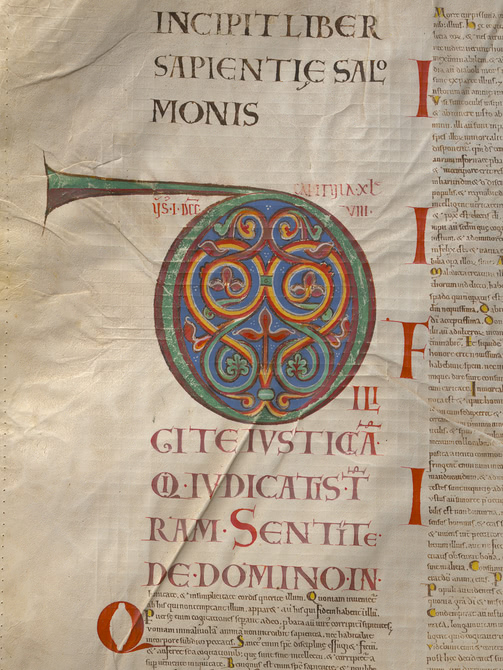
Principio del Libro de la Sabiduría de Salomón uno de los libros de la Biblia.

En 1648, en Praga, tras la caída del reino de Rodolfo II, las i el Codex Gigas. Los soldados empacan el libro en un gigantesco baúl e inician un recorrido de 1500 km para llevar el presente a su monarca, en Estocolmo. Los oficiales planearon entregarle el Codex a su inusual monarca, Cristina, la «mujer rey de Europa». Veintidós años atrás, el nacimiento de una niña llevó a poderosas profecías: si la niña no moría entre la noche, muchos opinaban que ascendería al trono. Un hombre estuvo predestinado a manejar su destino, Gustavo II Adolfo, su padre, y como anteriormente, dos de sus hijos habían fallecido no podía quedarse sin herederos. Gustavo trató a Cristina como si hubiese sido un varón. Cuando se convierte en monarca, no toma el juramento como reina, sino como «rey».
Durante su reinado, se le obsequió la Biblia del Diablo, regalo por el cual su ejército creyó se sentiría muy agradecida. Cristina ordenó que el Codex se colocara en la biblioteca de su castillo. El texto fue incluido en su catálogo de textos confiscados. Sin embargo, durante su exilio a Roma, tras haberse convertido al catolicismo y haber abdicado su trono, llevó innumerables libros sagrados como biblias, entre otros, mas no el Codex Gigas. 
Menos de cincuenta años después, el Codex casi es destruido en un incendio en el castillo, según fuentes, un viernes 7 de mayo de 1655. El rey Carlos XI había muerto, y sin previo aviso, se inició un desastre de llamas; la familia real huye por pánico, sacando sus grandes pertenencias del lugar. Según una leyenda, un sirviente tomó el gigantesco Codex y lo aventó a través de una ventana, cayendo este al piso.

### Actualmente
Desde que la Biblia llegó a Suecia sólo salió de allí para algunas exposiciones en otros países e investigaciones por partes de expertos. El 24 de septiembre de 2007, después de 359 años, el Codex Gigas regresó a Praga como préstamo de Suecia hasta enero de 2008 (exhibido en la Biblioteca Nacional Checa).